# Miguel Cadilhe (Ökonom)
Miguel José Ribeiro Cadilhe (* 10. November 1944 in Barcelos) ist ein portugiesischer Ökonom und zweimaliger Finanzminister Portugals.

## Leben
Miguel Cadilhe wuchs in Póvoa de Varzim auf, bevor er im Alter von 20 Jahren nach Porto zog. Sein Studium der Wirtschaftswissenschaften an der Universität Porto schloss er 1968 ab und kehrte dorthin später als Dozent zurück. 1981 arbeitete er an Studien zur Makroökonomie an der London School of Economics.
Unter der Regierung Francisco Sá Carneiro wurde er 1980 Staatssekretär im Planungsamt, bevor er von Cavaco Silvas PSD-Regierung 1985 und erneut 1987 zum Finanzminister Portugals berufen wurde. Von 2002 bis 2005 war er Leiter der Investitionsagentur AIP (heute AICEP). Seit 2006 lehrt er an der Katholischen Universität in Porto.
Parallel war er in leitender Stellung für verschiedene Banken tätig. So leitete er in den 1990er Jahren die Bank Banco Português do Atlântico (BPA) und wurde nach deren Auflösung der Vorstandsvorsitzende der Bank Banco Comercial Português (BCP), die die BPA 1995 übernahm. In seiner Funktion als Bankmanager erregte er mehrmals Aufsehen. So war er bis zu deren Verstaatlichung der Vorsitzende der Bank Banco Português de Negócios, die nach verschiedenen Steuerhinterziehungs- und Geldwäscheskandalen 2008 verstaatlicht und anschließend neu privatisiert wurde. Cadilhe erklärte öffentlich, gegen die Verstaatlichung und der von ihm als zu spät empfundenen Re-Privatisierung zu sein. Er geriet auch in die Kritik durch seine, von der Öffentlichkeit als einseitig empfundenen Lösungsvorschläge zur Rettung der BCP durch die öffentliche Hand.
Seine Forderung, mit einer solidarischen Vermögensabgabe von 4 % die öffentlichen Haushalte in der Krise zu sanieren, erregte im Juni 2012 in der portugiesischen Öffentlichkeit erneut Aufmerksamkeit.
Cadilhe ist Autor verschiedener Wirtschaftsbücher, darunter das 2005 veröffentlichte Buch O sobrepeso do estado em Portugal (dt.: Das Übergewicht des Staates in Portugal).
Sein Neffe Gonçalo Cadilhe (* 1968) ist ein Reiseschriftsteller in Portugal.